# Neva Have 2 Worry
Neva Have 2 Worry è un singolo del rapper statunitense Snoop Dogg, pubblicato nel 2008 ed estratto dall'album Ego Trippin'. Il brano vede la partecipazione di Uncle Chucc.

## Tracce
- Download digitale

1. Neva Have 2 Worry (featuring Uncle Chucc) — 4:18